# Nesovtriton mynbulakensis
Nesovtriton mynbulakensis — викопний вид саламандр підряду Cryptobranchoidea, що існував у кінці крейдяного періоду (89-86 млн років тому). Відомо три знахідки (в основному набір хребців), які знайдені у пластах формації Бісекти в Узбекистані.